# 家なき子 (1974年のテレビドラマ)
『家なき子』（いえなきこ）は、1974年9月3日から1975年3月25日までTBS系列局で放送されていたテレビドラマである。松竹とTBSの共同製作。全28話。放送時間は毎週火曜 19:00 - 19:30 （日本標準時）。

## 概要
長らくこの時間帯で放送されていた大映テレビ製作ライトコメディシリーズ（水曜19:30枠で放送されていた第3作『ママはライバル』を除く）に替わってスタートした作品。
本作の音楽を担当した渡辺岳夫は、後にエクトル・マロの小説をアニメ化した『立体アニメーション 家なき子』でも音楽を務めた。

## ストーリー
秋津陽子は、レストランでアルバイトをしながら歌手を目指している17歳の少女。同じアパートに祖父とともに住む5歳の少女・木原薫とは親友同士である。
薫の祖父が急死した際に、彼女が実は山で拾われた子であることが分かり、陽子は薫の実の母を探す旅に出る。だがその様子を窺う2人がいた。実は薫にはある秘密があった…。

## キャスト
- 秋津陽子：坂口良子
- 木原薫：桜木エミ
- 小笠原綾子：磯野洋子
- 杉浦加奈子：岡田可愛
- 立松孝太郎：鈴木ヒロミツ
- 田島正義：平泉征
- 石和五郎：内田喜郎
- 山下秀司：沖正夫
- 眉村しのぶ：八代順子
- 仁科真也：鍋谷孝喜
- 三崎まどか：堀江美都子
- 内藤マキ：中原美樹
- 沢啓子：愛みどり
- 巴由加里：江見祥子
- 白川緑：ローラーサブル
- 三村裕介：時本和也
- 石和大介：島津元
- 瀬川時子：坂倉春江
- 小沢：泉マキ
- レム：純アリス
- ソリス：木内恒子
- 木原松太郎：吉田義夫
- 木原初江：西岡慶子
- 杉本八重：西川ひかる
- 古川俊三：山本豊三
- 柏木部長：宮川洋一
- 修：新敷浄
- 百合：岩川ひとみ
- ナレーター：矢島正明
- 石和ひで：小畠絹子
- 木原源造：小山田宗徳

## スタッフ
- プロデューサー：白石吉之助（松竹テレビ部）、下川隆輝（TBS映画部）
- 音楽：渡辺岳夫
- 撮影：佐藤洋三
- 美術：出川三男
- 録音：長沢真一、佐藤義人
- 照明：中川孝一、宮原敬、若林広三
- 助監督：栗山富夫、仲倉重郎、菱田義雄、中新井和夫、熊谷勲、福田幸平
- 編集：池田禅
- 装置：荒井新一
- 装飾：露木幸司、鈴木章司
- 記録：福島マリ、笠間良子、長谷川幸子
- 進行：戸井田康国
- 美粧：大西和子
- 調音：松竹録音スタジオ
- 衣裳：松竹衣裳
- 現像：東洋現像所
- 制作主任：石和薫、徳重里司
- 衣裳協力：きもの十日町たきよし、帯 糸源
- 協力：群馬県老神温泉朝日ホテル
- 脚本：田代淳二
- 監督：湯浅憲明、岩城其美雄 ほか
- 制作：松竹株式会社、TBS

## 音楽
レコードは日本コロムビアから発売。また朝日ソノラマからはソノシートも発売されたが、ジャケットには本作の写真は掲載されず、佐川節子（後述）による漫画が掲載されていた。
主題歌「幸せさがし」
作詞：岩谷時子 / 作曲：渡辺岳夫 / 編曲：松山祐士 / 歌：坂口良子
挿入歌「ふたりだけの子守唄」
作詞：岩谷時子 / 作曲：渡辺岳夫 / 編曲：松山祐士 / 歌：坂口良子

## 放送日程
| 話数   | 放送日   | サブタイトル             | 監督       | ゲスト                                        |
| 1974年 | 1974年   | 1974年                   | 1974年     | 1974年                                        |
| ------ | -------- | ------------------------ | ---------- | --------------------------------------------- |
| 1      | 9月3日   | ママは生きていた         | 岩城其美夫 |                                               |
| 2      | 9月10日  | 恐ろしいたくらみ         | 岩城其美夫 |                                               |
| 3      | 9月17日  | 悲しいあらそい           | 湯浅憲明   |                                               |
| 4      | 9月24日  | 宿なしの二人             | 湯浅憲明   |                                               |
| 5      | 10月1日  | さよならしようよ         | 湯浅憲明   |                                               |
| 6      | 10月8日  | おじいちゃんはどこにいる | 広瀬襄     |                                               |
| 7      | 10月15日 | 東京へ帰ろう             | 広瀬襄     |                                               |
| 8      | 10月22日 | 小さな冒険旅行           | 広瀬襄     | 特別出演：北の富士勝昭(井筒親方)              |
| 9      | 10月29日 | ママをさがそう！         | 湯浅憲明   |                                               |
| 10     | 11月5日  | 盗まれたロロ             | 湯浅憲明   | 古屋正：中村英生                              |
| 11     | 11月12日 | おじいちゃんは生きていた | 湯浅憲明   | 古屋正：中村英生                              |
| 12     | 11月26日 | 母を呼ぶケープ           | 岩城其美夫 | 特別出演：サンダー杉山                        |
| 13     | 12月3日  | 死のブーメラン           | 岩城其美夫 | 杉浦：毒蝮三太夫 レストランの客：サンダー杉山 |
| 14     | 12月10日 | 名のりでた母             | 広瀬襄     |                                               |
| 15     | 12月17日 | 悲しい旅だち             | 広瀬襄     | 榎本：ケーシー高峰                            |
| 16     | 12月24日 | 吸血鬼現わる             | 湯浅憲明   | アリサ：宮井えりな                            |
| 1975年 |          |                          |            |                                               |
| 17     | 1月7日   | 歌手なんてごめんだ       | 広瀬襄     |                                               |
| 18     | 1月14日  | 涙のカセットテープ       | 湯浅憲明   | デパート店長：坊屋三郎                        |
| 19     | 1月21日  | お姉ちゃんが死んじゃった | 湯浅憲明   |                                               |
| 20     | 1月28日  | お母さんはこの人だった   | 湯浅憲明   |                                               |
| 21     | 2月4日   | スターの道は遠くない     | 湯浅憲明   | 水口高子：水森亜土                            |
| 22     | 2月11日  | 車イスの暴走             | 湯浅憲明   | 森田健作                                      |
| 23     | 2月18日  | 宇宙人がやって来た       | 湯浅憲明   |                                               |
| 24     | 2月25日  | 危機一髪!!愛のUFO        | 湯浅憲明   |                                               |
| 25     | 3月4日   | 私を売り出してください！ | 湯浅憲明   |                                               |
| 26     | 3月11日  | 炎の脱出                 | 湯浅憲明   | ファイティング原田                            |
| 27     | 3月18日  | ママが見つかった         | 湯浅憲明   |                                               |
| 28     | 3月25日  | 新しい出発               | 湯浅憲明   |                                               |

## 漫画
小学館の学年別学習雑誌から、次の3冊に漫画が連載された（いずれも連載は1975年3月号まで）。
- 小学一年生（1974年11月号より。漫画：佐川節子）
- 小学二年生（1974年12月号より。漫画：池田さちよ）
- 小学三年生（1974年11月号より。漫画：佐川節子）

なお「小一」と「小三」の漫画を手掛けた佐川節子は、先述のソノシートジャケットだけでなく、朝日ソノラマから発売された混成盤や、絵本などでも漫画の執筆を担当した。

## 参考資料
- 家なき子 - ドラマ詳細データ - ◇テレビドラマデータベース◇
- 毎日新聞縮刷版[どれ?]